# Championnat de Belgique de football 1950-1951
Navigation
Saison précédente Saison suivante
Le championnat de Belgique de football 1950-1951 est la 48e saison du championnat de première division belge. Son nom officiel est « Division d'Honneur ».
Le R. SC Anderlechtois conquiert un quatrième titre de champion en réussiant le premier triplé de son Histoire, performance qu'il est seulement le quatrième club belge à réussir après le Racing CB, l'Union (à deux reprises) et le Beerschot. 
La lutte pour le titre est néanmoins beaucoup plus disputée que lors de la saison précédente. Au terme du championnat, les six premiers se tiennent en seulement quatre points. Anderlecht devance Berchem Sport, à nouveau vice-champion de Belgique, pour avoir concédé moins de défaites, critère déterminant à l'époque. Avec les règlements actuels, le club anversois serait sacré champion. Le Racing de Malines occupe la troisième marche du podium, comme l'année passée.
La lutte pour le maintien est âpre entre trois équipes. Finalement, le Daring CB, qui revient parmi l'élite pour la première fois depuis sa relégation juste avant le déclenchement de la Seconde Guerre mondiale, devance de peu l'autre promu, Beringen et le R. FC Brugeois.

## Clubs participants
Seize clubs prennent part à ce championnat, soit le même nombre que lors de l'édition précédente. Ceux dont le matricule est mis en gras existent toujours aujourd'hui.
| #  | Nom                                            | Mat. | Ville                 | Stades                       | Entraîneur                    | En D1 depuis (série) | Total en D1 | Saison précédente |
| -- | ---------------------------------------------- | ---- | --------------------- | ---------------------------- | ----------------------------- | -------------------- | ----------- | ----------------- |
| 1  | Royal Sporting Club Anderlechtois              | 35   | Anderlecht            | Stade Émile Versé            | Bill Gormlie                  | 1935-1936 (13e)      | 20e         | 1er               |
| 2  | Royal Antwerp Football Club                    | 1    | Anvers                | Bosuilstadion                | Jean De Clercq Richard Gedopt | 1901-1902 (42e)      | 47e         | 6e                |
| 3  | Royal Beerschot Athletic Club                  | 13   | Anvers                | Kiel                         | Émile Stijnen                 | 1907-1908 (36e)      | 42e         | 9e                |
| 4  | Royal Berchem Sport                            | 28   | Berchem               | Het Rooi                     | ?                             | 1943-1944 (7e)       | 20e         | 2e                |
| 5  | Beringen Football Club                         | 522  | Beringen              | Mijnstadion                  | ?                             | 1950-1951 (1re)      | 1re         | Division 1B : 1er |
| 6  | Royal Football Club Brugeois                   | 3    | Bruges                | De Klokke                    | William Kennedy               | 1949-1950 (2e)       | 37e         | 14e               |
| 7  | Royal Daring Club de Bruxelles                 | 2    | Molenbeek             | Stade Edmond Machtens        | ?                             | 1950-1951 (1re)      | 32e         | Division 1A : 1er |
| 8  | Royal Racing Club de Bruxelles                 | 6    | Watermael-Boitsfort   | Stade des Trois Tilleuls     | ?                             | 1945-1946 (6e)       | 38e         | 10e               |
| 9  | Royal Olympic Club Charleroi                   | 246  | Montignies-sur-Sambre | Stade de la Neuville         | Jean Cornili                  | 1937-1938 (11e)      | 11e         | 8e                |
| 10 | Royal Charleroi Sporting Club                  | 22   | Charleroi             | Stade du Mambourg            | ?                             | 1947-1948 (4e)       | 4e          | 11e               |
| 11 | Association Royale Athlétique La Gantoise      | 7    | Gentbrugge            | Stade Jules Otten            | Edmond Delfour                | 1936-1937 (12e)      | 23e         | 4e                |
| 12 | Royal Football Club Liégeois                   | 4    | Rocourt               | Stade Vélodrome Oscar Flesch | Jean Loos                     | 1945-1946 (6e)       | 22e         | 7e                |
| 13 | Royal Standard Club Liège                      | 16   | Sclessin              | Stade de Sclessin            | Antoine Bassleer              | 1921-1922 (27e)      | 32e         | 13e               |
| 14 | Royal Football Club Malinois                   | 25   | Malines               | Achter de Kazerne            | ?                             | 1928-1929 (20e)      | 23e         | 5e                |
| 15 | Racing Club Mechelen Koninklijke Maastschappij | 24   | Malines               | Oscar Van Kesbeeckstadion    | Jan Dogaer                    | 1948-1949 (3e)       | 22e         | 3e                |
| 16 | Royal Tilleur Football Club                    | 21   | Tilleur               | Stade du Pont d'Ougrée       | ?                             | 1948-1949 (3e)       | 10e         | 12e               |

### Localisation des clubs
| Anvers FC Malinois RC Mechelen FC Brugeois La Gantoise Bruxelles Olympic CC Charleroi SC La Gantoise Liège Beringen |

#### Localisation des clubs anversois
Les 3 cercles anversois sont :
(1) R. Antwerp FC
(2) R. Beerschot AC
 (3) R. Berchem Sport

#### Localisation des clubs bruxellois
Les 3 cercles bruxellois sont :
(5) R. Daring CB
(6) R. SC Anderlecht
(11) R. Racing CB

#### Localisation des clubs liégeois
les 3 cercles liégeois sont:
(1) R. FC Légeois
(6) R. Tilleur FC
(8) R. Standard CL

## Déroulement de la saison

### Le triplé pour Anderlecht
Double tenant du titre, le R. SC Anderlechtois s'affirme comme le principal favori à sa succession. Le plus dangereux rival des bruxellois est une nouvelle fois Berchem Sport, vice-champion les deux dernières saisons, qui enchaîne les victoires sous l'impulsion de son buteur Albert Dehert. Les deux équipes se rendent coup pour coup mais manquent de régularité, ce qui permet au Racing de Malines de rester dans la lutte jusqu'au bout. Les anversois remportent dix-sept rencontres, dont des larges victoires face à l'Olympic Charleroi (7-2) et le FC Malinois (3-7). Malheureusement, des contre-performances face à des équipes en difficulté comme le Daring (défaite 1-4 à domicile et partage 1-1 en déplacement), le FC Brugeois (défaite 3-2) ou Tilleur (défaite 2-0) lui enlèvent les bénéfices de ses victoires.
De son côté, Anderlecht remporte moins de matches mais concède également moins de défaites. Avec douze matches nuls en trente rencontres, le club bruxellois devient le spécialiste du partage, surtout en déplacement où il en signe neuf. En fin de saison, aucune équipe n'ayant réussi à surclasser les autres, Anderlecht et Berchem se retrouvent à égalité, chacune comptant 38 points. Le Racing de Malines suit à deux points, le R. FC Liégeois à 3, l'Antwerp et le Beerschot à 4. Le critère déterminant pour départager deux équipes à égalité étant le nombre de défaites, le Sporting d'Anderlecht est sacré champion pour en avoir concédé moins que Berchem Sport, 5 contre 9. Les anversois se consoleront avec le titre honorifique de meilleure attaque de la saison et le trophée du meilleur buteur à Albert Dehert.
La chance est passée pour Berchem, qui signe son meilleur résultat historique et rentrera dans le rang durant la décennie suivante. Au contraire, Anderlecht s'affirme comme le nouveau club de référence en Belgique et assoit un peu plus sa domination sur le football belge.

## Résultats

### Résultats des rencontres
Avec seize clubs engagés, 240 matches sont au programme de la saison.
| Résultats (▼dom., ►ext.)                                   | AND | ANT | BEE | BSP | BER | BRU | RCB | CHA | DAR | GAN | FCL | FCM | OLY | RCM | STA | TIL |
| R. SC Anderlechtois                                        |     | 3-0 | 3-1 | 3-2 | 6-0 | 3-0 | 2-0 | 3-3 | 5-0 | 2-3 | 1-3 | 7-1 | 2-0 | 1-1 | 2-2 | 1-2 |
| R. Antwerp FC                                              | 4-2 |     | 0-2 | 1-1 | 6-0 | 1-0 | 2-2 | 1-0 | 4-2 | 3-1 | 4-3 | 0-0 | 2-2 | 0-4 | 2-0 | 1-2 |
| R. Beerschot AC                                            | 2-2 | 4-1 |     | 3-0 | 3-0 | 1-1 | 1-1 | 3-1 | 5-0 | 2-2 | 3-0 | 1-2 | 2-2 | 1-3 | 3-1 | 5-1 |
| R. Berchem Sport                                           | 1-3 | 2-0 | 3-2 |     | 3-0 | 4-1 | 2-1 | 3-1 | 1-4 | 6-1 | 1-1 | 4-2 | 7-2 | 1-0 | 4-2 | 1-0 |
| Beringen FC                                                | 1-1 | 0-0 | 3-3 | 0-4 |     | 1-2 | 1-0 | 4-1 | 3-1 | 1-2 | 2-2 | 1-3 | 4-2 | 3-1 | 2-1 | 1-0 |
| R. FC Brugeois                                             | 1-1 | 1-4 | 0-0 | 3-2 | 0-3 |     | 1-1 | 1-1 | 2-1 | 1-2 | 1-1 | 2-1 | 2-1 | 1-2 | 1-1 | 1-1 |
| R. Racing CB                                               | 1-3 | 1-5 | 0-3 | 0-1 | 5-1 | 3-1 |     | 2-0 | 1-1 | 1-2 | 2-0 | 1-0 | 2-0 | 1-1 | 1-1 | 1-4 |
| R. Charleroi SC                                            | 0-0 | 3-0 | 1-5 | 0-2 | 2-1 | 1-0 | 1-0 |     | 1-2 | 1-1 | 0-0 | 1-2 | 1-1 | 3-0 | 2-1 | 1-0 |
| R. Daring CB                                               | 2-2 | 1-2 | 2-2 | 2-2 | 2-1 | 4-1 | 3-1 | 2-2 |     | 1-1 | 1-4 | 3-2 | 1-3 | 1-3 | 3-1 | 0-0 |
| ARA La Gantoise                                            | 0-0 | 1-3 | 0-2 | 1-1 | 3-0 | 0-1 | 0-1 | 1-2 | 4-2 |     | 1-1 | 3-2 | 5-0 | 1-1 | 0-0 | 3-0 |
| R. FC Liégeois                                             | 1-1 | 1-2 | 3-1 | 3-1 | 8-3 | 1-0 | 2-2 | 3-2 | 5-1 | 1-1 |     | 3-0 | 4-1 | 5-0 | 3-0 | 2-2 |
| R. FC Malinois                                             | 0-3 | 2-2 | 4-2 | 3-7 | 2-1 | 3-1 | 3-2 | 1-2 | 3-1 | 1-3 | 2-1 |     | 4-1 | 2-2 | 4-3 | 4-2 |
| R. Olympic CC                                              | 2-3 | 2-2 | 4-1 | 1-0 | 8-0 | 5-0 | 2-4 | 1-0 | 2-1 | 1-0 | 1-0 | 3-3 |     | 1-2 | 6-1 | 1-0 |
| RC Mechelen KM                                             | 4-0 | 1-1 | 1-0 | 3-1 | 3-2 | 5-0 | 2-2 | 2-2 | 1-1 | 0-1 | 2-1 | 2-2 | 2-1 |     | 2-2 | 4-2 |
| R. Standard CL                                             | 0-0 | 4-0 | 1-0 | 3-4 | 1-3 | 2-0 | 1-0 | 2-2 | 1-0 | 1-0 | 2-0 | 2-0 | 4-2 | 2-0 |     | 1-1 |
| R. Tilleur FC                                              | 1-1 | 2-1 | 2-4 | 2-0 | 2-1 | 1-1 | 3-4 | 3-2 | 1-1 | 0-0 | 1-2 | 3-0 | 1-2 | 2-1 | 0-1 |     |
| - Victoire à domicile - Match nul - Victoire à l'extérieur |     |     |     |     |     |     |     |     |     |     |     |     |     |     |     |     |

### Classement final
| Rang | Équipe                | Pts | J  | G  | N  | P  | Bp | Bc | Diff |
| ---- | --------------------- | --- | -- | -- | -- | -- | -- | -- | ---- |
| 1    | 'R.SC ANDERLECHTOIS'T | 38  | 30 | 13 | 12 | 5  | 66 | 38 | +28  |
| 2    | R. Berchem Sport      | 38  | 30 | 17 | 4  | 9  | 71 | 48 | +23  |
| 3    | RC Mechelen KM        | 36  | 30 | 13 | 10 | 7  | 55 | 43 | +12  |
| 4    | R. FC Liégeois        | 35  | 30 | 13 | 9  | 8  | 65 | 41 | +24  |
| 5    | R. Beerschot AC       | 34  | 30 | 13 | 8  | 9  | 67 | 44 | +23  |
| 6    | R. Antwerp FC         | 34  | 30 | 13 | 8  | 9  | 54 | 52 | +2   |
| 7    | ARA La Gantoise       | 32  | 30 | 11 | 10 | 9  | 43 | 38 | +5   |
| 8    | R. Standard CL        | 30  | 30 | 11 | 8  | 11 | 44 | 47 | -3   |
| 9    | R. Olympic CC         | 29  | 30 | 12 | 5  | 13 | 60 | 60 | 0    |
| 10   | R. FC Malinois        | 29  | 30 | 12 | 5  | 13 | 58 | 69 | -11  |
| 11   | R. Charleroi SC       | 27  | 30 | 9  | 9  | 12 | 42 | 47 | -5   |
| 12   | R. Racing CB          | 26  | 30 | 9  | 8  | 13 | 43 | 49 | -6   |
| 13   | R. Tilleur FC         | 26  | 30 | 9  | 8  | 13 | 41 | 48 | -7   |
| 14   | R. Daring CB          | 23  | 30 | 7  | 9  | 14 | 46 | 66 | -20  |
| 15   | Beringen FC           | 22  | 30 | 9  | 4  | 17 | 43 | 78 | -35  |
| 16   | R. FC Brugeois        | 21  | 30 | 6  | 9  | 15 | 27 | 57 | -30  |

Légende
- Champion de Belgique 1951
- Club relégué pour la saison suivante

Abréviations
T : Tenant du titre 1950

 : club promu de Division 1 depuis la saison précédente

### Meilleur buteur
Albert Dehert (R. Berchem Sport), avec 27 buts. Il est le 32e joueur belge différent à être sacré meilleur buteur de la plus haute division belge.

#### Classement des buteurs
Le tableau ci-dessous reprend les 25 meilleurs buteurs du championnat, soit les joueurs ayant inscrit dix buts ou plus durant la saison.
| #   | Pays | Joueur                    | Club                | Buts | Matches joués |
| --- | ---- | ------------------------- | ------------------- | ---- | ------------- |
| 1.  |      | Albert Dehert             | R. Berchem Sport    | 26   | 30            |
| 2.  |      | Rik Coppens               | R. Beerschot AC     | 24   | 27            |
| 3.  |      | Paul Deschamps            | R. FC Liégeois      | 23   | 28            |
| 4.  |      | Jean Mathonet             | R. Standard CL      | 20   | 29            |
| 5.  |      | Léon Gillaux              | R. Olympic CC       | 19   | 25            |
| =.  |      | Jozef Mannaerts           | RC Mechelen KM      | 19   | 29            |
| 7.  |      | Albert Corbeel            | R. FC Malinois      | 18   | 27            |
| 8.  |      | Constant De Hert          | R. Berchem Sport    | 17   | 30            |
| 9.  |      | Arsène Vaillant           | R. SC Anderlechtois | 16   | 29            |
| 10. |      | Jef Mermans               | R. SC Anderlechtois | 15   | 21            |
| =.  |      | José Moës                 | R. FC Liégeois      | 15   | 28            |
| =.  |      | René Thirifays            | R. Charleroi SC     | 15   | 29            |
| =.  |      | Léon Wouters              | R. Antwerp FC       | 15   | 30            |
| 14. |      | Léopold Anoul             | R. FC Liégeois      | 13   | 27            |
| 15. |      | Jean Van Loy              | R. Beerschot AC     | 12   | 23            |
| =.  |      | Frans Reyniers            | RC Mechelen KM      | 12   | 25            |
| =.  |      | Guy Thys                  | R. Standard CL      | 12   | 27            |
| =.  |      | Dyonisius Dewin           | R. Racing CB        | 12   | 30            |
| =.  |      | Albert De Cleyn           | R. FC Malinois      | 12   | 30            |
| 20. |      | Willem Driesen            | R. Daring CB        | 11   | 27            |
| =.  |      | Jozef Mersie              | R. Berchem Sport    | 11   | 28            |
| 22. |      | Victor Lemberechts        | R. FC Malinois      | 10   | 25            |
| =.  |      | Pierre Lombard            | R. Olympic CC       | 10   | 26            |
| =.  |      | Victor Cuyvers            | Beringen FC         | 10   | 28            |
| =.  |      | Frédéric Chaves d'Aguilar | ARA La Gantoise     | 10   | 28            |

## Récapitulatif de la saison
- Champion : RSC Anderlecht (4e titre)
- Cinquième équipe à remporter quatre titres de champion de Belgique
- Quatrième équipe à remporter trois titres consécutifs
- Vingt-sixième titre pour la province de Brabant.

| Région flamande (8)             | Région flamande (8) | Province de Brabant (3)      | Province de Brabant (3) | Région wallonne (5)    | Région wallonne (5) |
| ------------------------------- | ------------------- | ---------------------------- | ----------------------- | ---------------------- | ------------------- |
| Province d'Anvers               | 5                   | Région de Bruxelles-Capitale | 3                       | Province de Hainaut    | 2                   |
| Province de Flandre-Occidentale | 1                   | Province du Brabant flamand  | 0                       | Province de Liège      | 3                   |
| Province de Flandre-Orientale   | 1                   | Province du Brabant wallon   | 0                       | Province de Luxembourg | 0                   |
| Province de Limbourg            | 1                   |                              |                         | Province de Namur      | 0                   |

1. ↑  Au niveau footballistique, la province de Brabant est toujours unitaire malgré sa partition territoriale en 1995.

### Admission et relégation
En fin de saison, Beringen et le Football Club Brugeois sont relégués en Division 1 après respectivement une et deux saisons de présence parmi l'élite. Ils sont remplacés par l'Union Saint-Gilloise, de retour en Division d'Honneur un an après l'avoir quittée et l'US Tournaisienne, promue pour la première fois.

### Débuts en Division d'Honneur
Un club fait ses débuts dans la plus haute division belge. Il est le 45e club différent à y apparaître.
- Le Beringen FC est le 1er club de la province de Limbourg à évoluer dans la plus haute division belge.

### Bilan de la saison
| Championnat de Belgique de football 1950-1951 |                                |
| Champion                                      | R. SC Anderlechtois (4e titre) |
| Dauphin                                       | R. Berchem Sport               |
| Promotions et relégations                     |                                |
| Promus en Division d'Honneur                  | Union Saint-Gilloise SR        |
| Promus en Division d'Honneur                  | R. US Tournaisienne            |
| Relégués en Division 1                        | R. FC Brugeois                 |
| Relégués en Division 1                        | Beringen FC                    |

## Question royale et reconnaissance des associations
Cette saison voit se terminer l'importante crise constitutionnelle qui secoue la Belgique depuis 1948 et connaît des ramifications sociales importantes. Un climat insurrectionnel prévaut dans certaines régions du pays. On déplore des morts et de nombreux blessés lors de manifestations. Des attentats à la bombe sont perpétrés! Le nœud du problème est le retour au pays ou non de Sa Majesté le Roi Léopold III dont plusieurs décisions et prises de position durant la Seconde Guerre mondiale sont sujettes à de nombreuses critiques. La crise de la Question royale ne s'estompe pas avec la consultation populaire organisée par le gouvernement. Finalement, le 11 août 1950, Baudouin, fils aîné de Léopold III est institué « Prince Royal », en attendant sa majorité légale (21 ans à l'époque) pour être officiellement nommé roi.. Il monte sur le trône et devient Baudouin Ier, Roi des Belges, le 17 juillet 1951.
En parallèle à la fin de cette crise, de nombreuses associations, dont beaucoup de clubs de football, se voient officiellement reconnues « Société Royale ». Un titre qui n'a pas pu être attribué « à temps » d'abord avec la période difficile du conflit mondial, puis en raison de la crise évoquée ci-dessus.